# Willard Whyte
Willard Whyte é um personagem fictício do filme 007 Os Diamantes São Eternos, de 1971, sétimo da franquia cinematográfica de James Bond.

## Características
Multimilionário, recluso  e dono de várias corporações aeroespaciais, Whyte é baseado no perfil do excêntrico bilionário norte-americano Howard Hughes, ainda vivo na época do filme. Nesta época, Hugles inclusive vivia como recluso, assim como o personagem, em Las Vegas, local em que se passa grande parte do filme.
Hughes era amigo de Albert Broccoli, produtor do filme, e disponibilizou suas propriedades em Las Vegas para a produção, além de ajudar na liberação de grande parte da estrutura local com as autoridades da cidade. Mesmo assim, a equipe de produção e o elenco - incluindo Jimmy Dean, o ator que interpreta Wyllard no filme e era contratado do milionário para shows no cassino na época - ficaram temerosos do que Hughes, que tinha fobia por publicidade pessoal, acharia de uma caracterização tão parecida com ele. Entretanto, ele ficou satisfeito com o resultado final do filme do qual recebeu uma cópia em 16 mm exclusiva, como "pagamento" exigido por sua ajuda.

## No filme
James Bond faz um rastreamento de atividades suspeitas que o levam a Willard Whyte, um excêntrico e recluso bilionário, que vive num apartamento de cobertura no hotel e cassino Whyte House, em Las Vegas, Nevada. De acordo com Felix Leiter, seu colega agente da CIA, Whyte vive em aparente reclusão completa e ninguém o vê há três anos, apesar de parecer que ele continua comandando pessoalmente seus negócios.
Na verdade, Whyte tinha sido sequestrado e aprisionado por Ernst Stavro Blofeld, o arquiinimigo de Bond, que usava um simulador de voz para se passar por Whyte em seus contatos e ordens telefônicas. Blofeld havia sequestrado Willard para assumir o controle de sua empresa aeroespacial e desenvolver um satélite feito com diamantes e armado com raios laser. Quando Bond descobre a farsa, ele parte em busca de Willard e o liberta, junto com a CIA. Agradecido, o milionário coloca todos seus recursos e contatos à disposição de 007 para ajudar a destruir o esconderijo de Blofeld numa plataforma de exploração de petróleo ao largo da costa da Califórnia. Bond destrói o lugar e Whyte readquire o controle de suas empresas.